# Focinija
Focinija (“sjajna mušmula”; lat. Photinia), rod listopadnog i vazdazelenog grmlja i drveća rasprostranjenog po Aziji: Indija, Indokina, južna Kina, Malezija do Bornea. Rod je opisan u Trans. Linn. Soc. London 13: 103 (1821).
Pripada mu najmanje 24 vrste; Kew ima na popisu 33.

## Vrste
1. Photinia anlungensis T.T.Yu
2. Photinia berberidifolia Rehder & E.H.Wilson
3. Photinia chihsiniana K.C.Kuan
4. Photinia chingiana Hand.-Mazz.
5. Photinia chiuana Z.H.Chen, Feng Chen & X.F.Jin
6. Photinia crassifolia H.Lév.
7. Photinia cucphuongensis T.H.Nguyên & Yakovlev
8. Photinia glabra (Thunb.) Maxim.
9. Photinia griffithii Decne.
10. Photinia hirsuta Hand.-Mazz.
11. Photinia integrifolia Lindl.
12. Photinia lanuginosa T.T.Yu
13. Photinia lindleyana Wight & Arn.
14. Photinia lochengensis T.T.Yu
15. Photinia loriformis W.W.Sm.
16. Photinia megaphylla T.T.Yu & L.T.Lu
17. Photinia prionophylla (Franch.) C.K.Schneid.
18. Photinia prunifolia (Hook. & Arn.) Lindl.
19. Photinia rufa C.E.C.Fisch.
20. Photinia serratifolia (Desf.) Kalkman
21. Photinia stenophylla Hand.-Mazz.
22. Photinia taishunensis G.H.Xia, L.H.Lou & S.H.Jin
23. Photinia tushanensis T.T.Yu
24. Photinia wrightiana Maxim.

## Sinonimi
- Adenorachis (DC.) Nieuwl.; Amer. Midl. Nat. 4: 93 (1915)
- Xeromalon Raf.; New Fl. Am. 3: 11 (1836)